# Odirlei de Souza Gaspar
Odirlei de Souza Gaspar (Itatiba, 1981. május 18. –) brazil labdarúgócsatár.

## Pályafutása
2002 óta játszott Európában. A 2002–03-as idényben a német Nürnberg II csapatában szerepelt. 2003 és 2013 között a svájci bajnokságban játszott. Többek között a Lugano, a Bellinzona, és a Lausanne-Sport együtteseiben. 2005 és 2009 között a liechtensteini FC Vaduz játékosa volt. A 2007–08-as idényben az év liechtensteni labdarúgójának választották.